# Transformbreuk

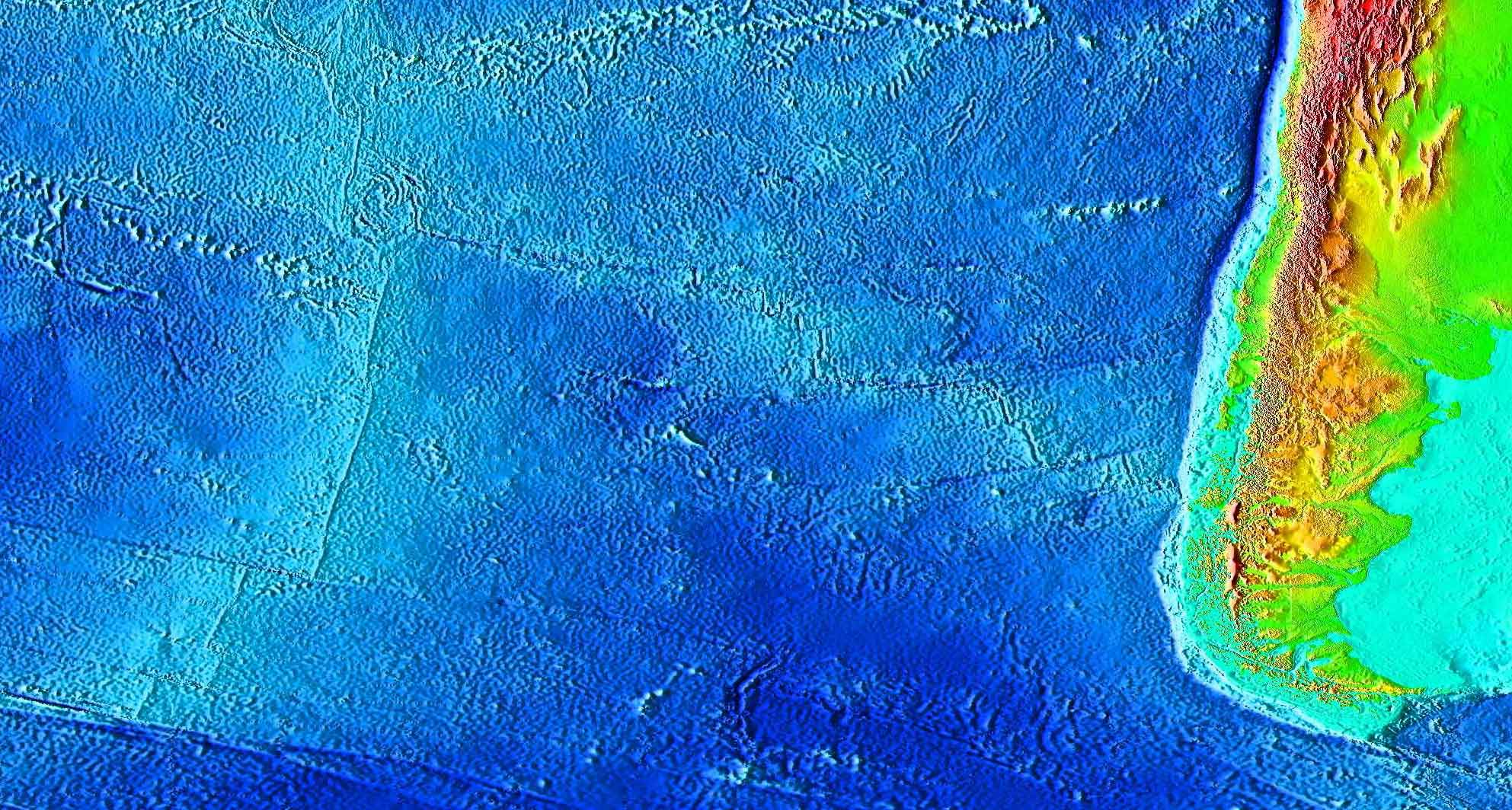
Kaart van de topografische hoogte van de zeebodem (bathymetrie) ten zuidwesten van Chili. Rechts is het continent Zuid-Amerika te zien, deel van de Zuid-Amerikaanse Plaat. Ten westen daarvan is de oceanische korst verdeeld over de Antarctische, Nazca-, en Pacifische Plaat, die gescheiden worden door twee (hogere en lichter gekleurde) mid-oceanische ruggen. Vooral de noord-zuid lopende Oost-Pacifische Rug valt op. De rug wordt onderbroken door een aantal grote transformbreuken.

Breukzone met transformbreuk

Een transformbreuk (Engels: transform fault) is een type geologische breuk, altijd een zijschuiving, die de grens vormt tussen twee oceanische tektonische platen. Transformbreuken komen voor als onderbrekingen van mid-oceanische ruggen, plekken waar de twee oceanische platen uit elkaar bewegen. Het actieve gedeelte van de breuk is aan beide zijden abrupt begrensd door een mid-oceanische rug. Een transformbreuk ziet eruit als een vallei. Vaak is die vallei dieper dan de riftvallei van de spreidingsrug.
De term transform fault werd in 1965 bedacht door de Canadese geofysicus John Tuzo Wilson.
Voorbeelden van transformbreuken komen langs alle mid-oceanische ruggen voor. De San Andreas Fault door Zuid-Californië is een transformbreuk op het land. Deze verbindt een deel van de Oost-Pacifische Rug onder de Golf van Californië met een ander deel dat vanaf de Californische kust de Grote Oceaan inloopt.

## Tektonische activiteit
De meeste divergente plaatgrenzen zijn afwisselingen van mid-oceanische ruggen en transformbreuken. Het vloeiend langs elkaar bewegen van de twee stukken lithosfeer wordt verhinderd door de enorme wrijving. In plaats daarvan bouwt de spanning langzaam op tot de verzamelde potentiële energie in één keer vrijkomt in de vorm van cumulatieve deformatie langs de breuk. 
De reologie van het gesteente en de hoeveelheid opgebouwde spanning bepalen de manier waarop de deformatie plaatsvindt. De plastische onderkorst en mantel deformeren op een meer vloeiende, continue manier door schuif; de brosse bovenkorst deformeert door breukvorming waarbij de beweging schoksgewijs plaatsvindt en gepaard gaat met aardbevingen. Aardbevingen zijn een veelvoorkomend verschijnsel langs transformbreuken.